# Rudolstadt

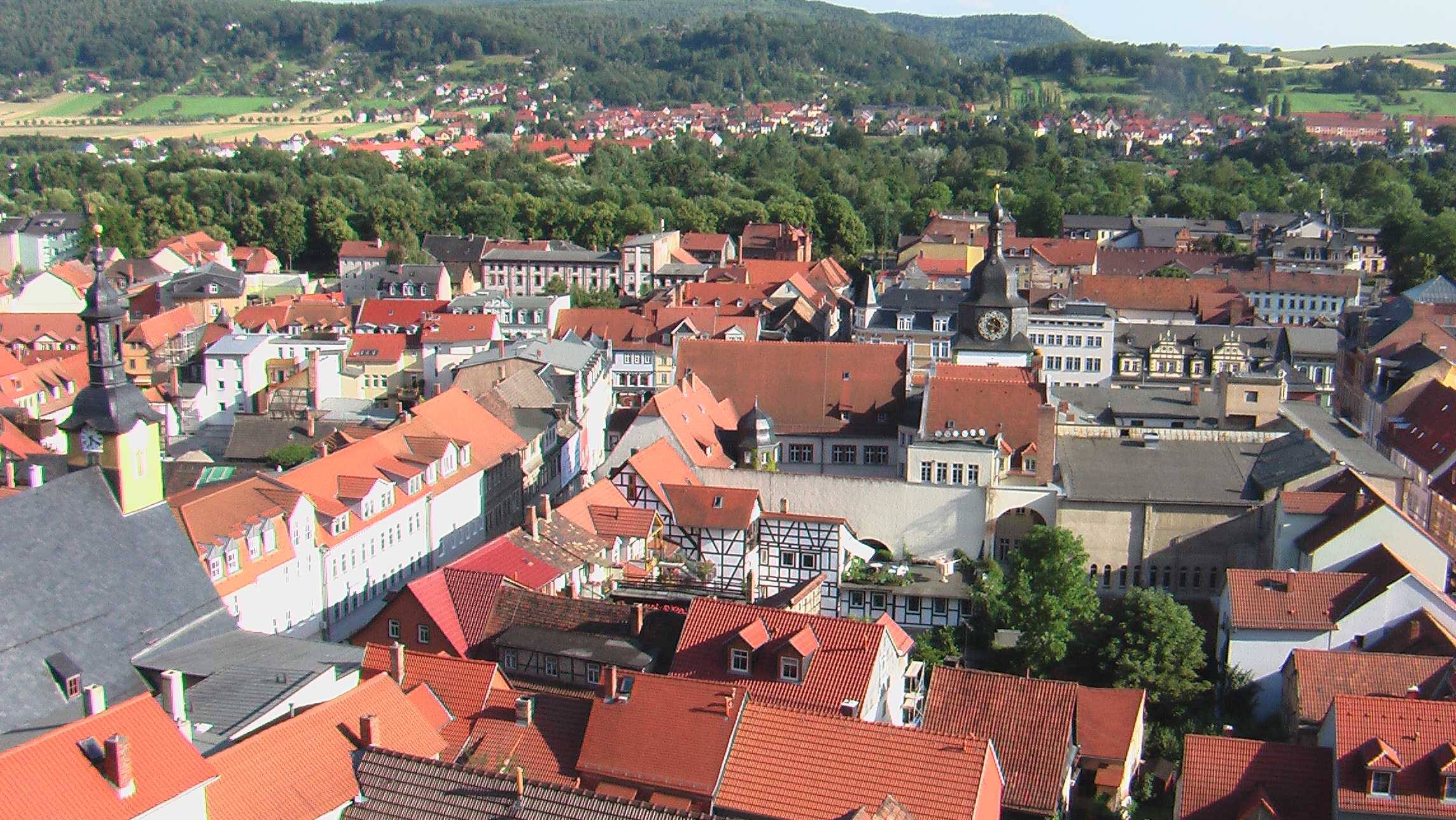
Blick von der Heidecksburg auf Rudolstadt

Rudolstadt (thüringisch Rudelstadt, Mundart: Rolscht) ist eine Stadt im Landkreis Saalfeld-Rudolstadt im Freistaat Thüringen. Die ehemalige fürstliche Residenz Rudolstadt liegt eingebettet in einem von Wald umgebenen Tal und zieht sich bandartig an dem weiten Bogen der Saale entlang.
Die Stadt wurde 776 erstmals urkundlich erwähnt und hat seit 1326 Stadtrecht. Ihr weithin sichtbares Wahrzeichen ist das Schloss Heidecksburg, das die Stadt überragt. Bekannt ist Rudolstadt durch die Anker-Steinbaukästen der Firma Richter und seine Porzellan-Manufakturen (in Volkstedt). Von 1599 bis 1920 war es die Hauptstadt von Schwarzburg-Rudolstadt.
In Rudolstadt wird der Dialekt Ilmthüringisch gesprochen.

## Geographie
Rudolstadt liegt im Tal der Saale und erstreckt sich von Süden nach Osten entlang des Saalebogens, welcher unter den Einwohnern auch als „Saaleknie“ bekannt ist. Die Landschaft wird neben diesem Tal von drei weiteren Faktoren bestimmt: Im Norden und Westen der Stadt erstreckt sich die wasserarme, dünn besiedelte Muschelkalkformation der Ilm-Saale-Platte, im Süden beginnt das Thüringer Schiefergebirge und östlich der Saale liegt die Hintere Heide, die vom Hausberg, dem 481 Meter hohen Kulm, dominiert wird. Auf der Ilm-Saale-Platte wechseln sich Wald- und Wiesenflächen ab, die sonstige Umgebung Rudolstadts ist überwiegend bewaldet. Das Saaletal mit seinen Aueflächen ermöglicht eine ertragreiche Landwirtschaft. Während die Kernstadt auf etwa 200 m Höhe im Tal liegt, befinden sich einige Ortsteile wesentlich höher in Lagen zwischen 300 und 400 m ü. NN. Im Ortsteil Schwarza mündet die Schwarza in die Saale. Gesteinsarten sind im Norden vor allem Muschelkalk und Buntsandstein sowie Schiefer im Süden.
Das Klima ist aufgrund der geringen Höhenlage im Saaletal milder als in Orten der Umgebung.

### Stadtgliederung
Rudolstadt ist in 24 Ortsteile gegliedert. Neben der Kernstadt gehören die folgenden Dörfer zur Stadt (in Klammern ist die erste urkundliche Erwähnung angegeben):
| - Ammelstädt (1350) - Breitenheerda (1294) - Cumbach (10. November 1327) - Eichfeld (Dezember 1074) - Eschdorf (1372) - Geitersdorf (1372) - Haufeld (802–817) - Heilsberg (822–826) - Keilhau (26. März 1306) - Lichstedt (mit Groschwitz; 16. August 1275) - Milbitz (1350) - Mörla (28. April 1417) | - Oberpreilipp (Dezember 1074) - Pflanzwirbach (19. Juli 1295) - Remda (mit Altremda und Kirchremda) - Schaala (mit Schwarzenshof; 1071) - Schwarza (Dezember 1074) - Sundremda (750–779) - Teichel (1076) - Teichröda (1334) - Treppendorf (874) - Unterpreilipp (Dezember 1074) - Volkstedt (842–856) |

Volkstedt, Schwarza, Mörla und Cumbach bilden zusammen mit der Kernstadt eine urbane Einheit, während die anderen Orte räumlich getrennt liegen.

### Nachbargemeinden
Angrenzende Gemeinden sind, von Norden aus im Uhrzeigersinn: Blankenhain, Uhlstädt-Kirchhasel, Unterwellenborn, Saalfeld, Bad Blankenburg, Königsee, Stadtilm, Rittersdorf und Bad Berka.

## Geschichte

### Frühgeschichte
Auf dem Weinberg in Oberpreilipp befand sich eine befestigte Höhensiedlung. Die geborgenen Funde stammen aus der ausgehenden Urnenfelderzeit und der beginnenden Eisenzeit. Einer keltischen folgte die germanische Besiedelung und die Zugehörigkeit zum Thüringer Königreich. Aus der Zeit nach 500 ist eine teilweise Ansiedelung von Slawen über archäologische Funde nachgewiesen.
776 wurde der Ort erstmals urkundlich als Rudolfestat (Siedlungsstätte des Rudolf) erwähnt, und zwar als Schenkung Karls des Großen an das Kloster Hersfeld.

### Mittelalter

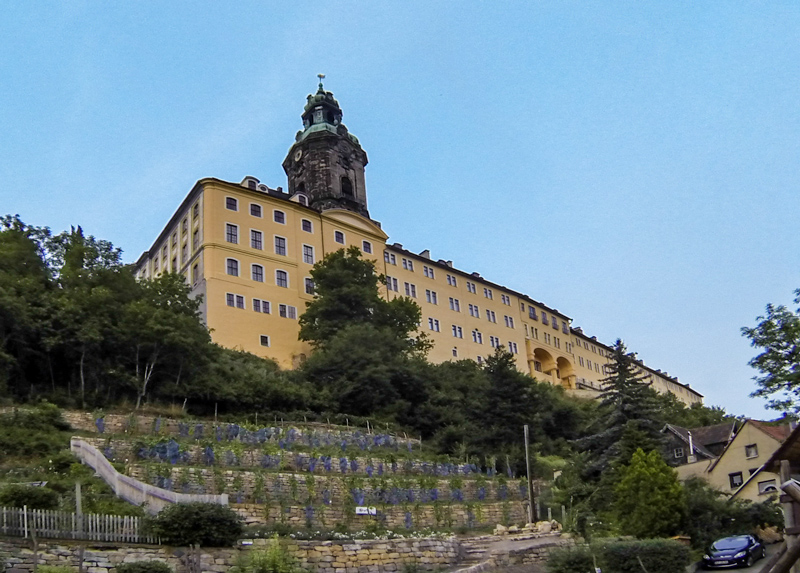
Residenzschloss Heidecksburg, eines der prachtvollsten Barockschlösser in Thüringen

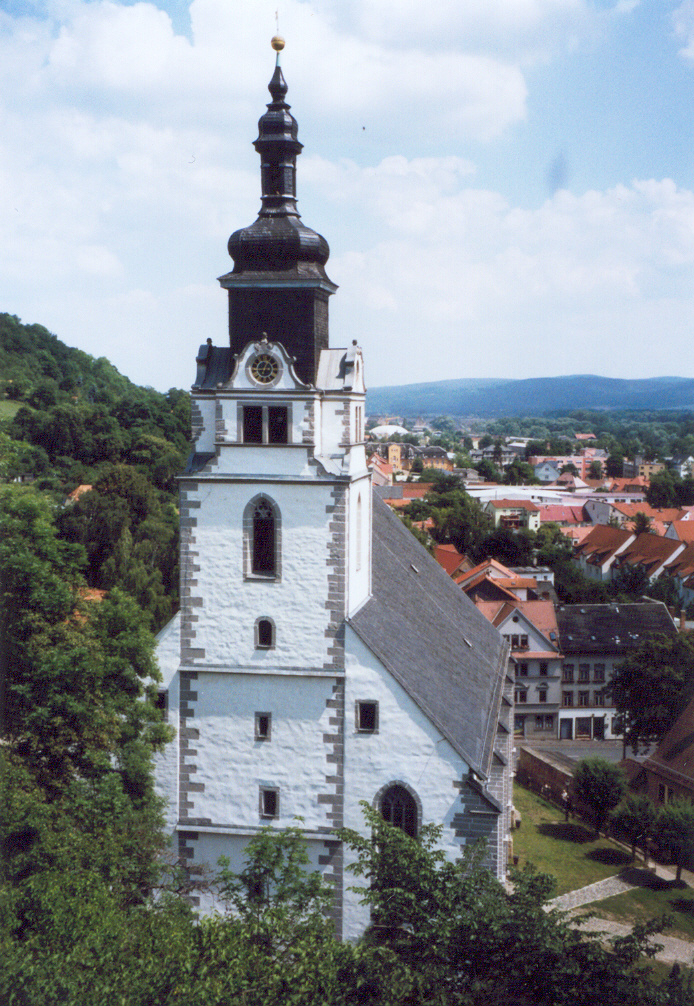
Stadtkirche St. Andreas

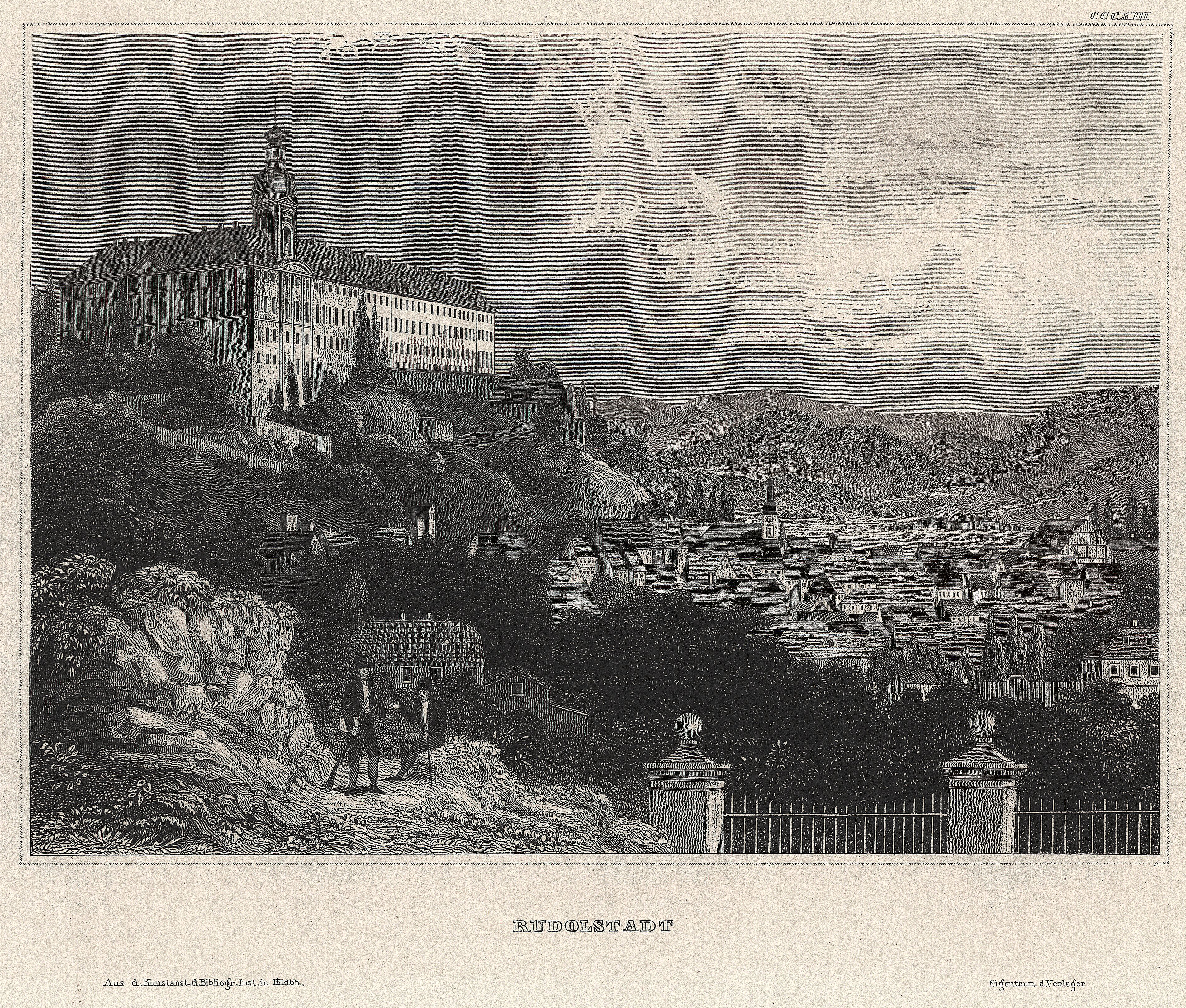
Blick auf Rudolstadt 1840

Anfang des 13. Jahrhunderts war Rudolstadt im Besitz der Grafen von Orlamünde, von denen es um 1300 teilweise und 1334 schließlich ganz an die Grafen von Schwarzburg überging. Im Zeitraum von 1264 bis 1334 sind in Rudolstadt die „Niedere Burg“ und die „Obere Burg“ (Heidecksburg) urkundlich nachgewiesen. Erstere stand vermutlich im Bereich der heutigen Ludwigstraße und Burgstraße, die andere auf der späteren Schlossterrasse. Im Jahr 1217 ist ein an der in der Altstadt stehenden einstigen Pfarr- und späteren Stadtkirche des Hl. Andreas wirkender Pfarrer Heinrich beurkundet.
Im 14. Jahrhundert erfuhr der Ort eine entscheidende Erweiterung. Eine am Fuße des Burgbergs längs der vom Schalbach zur Andreaskirche führenden Straße entstandene Siedlung erhielt durch die Grafen von Orlamünde das Stadtrecht. Daraus resultierten der Bau von Rathaus und Markt sowie die Befestigung mit Altem Tor und Kirchtor. Die älteste erhaltene Urkunde mit den Statuten datiert aus dem Jahr 1326. Ratsmeister sind erstmals 1378 bezeugt.
Im gleichen Jahrhundert wurden die Herren von Schaala genannt. Sie hatten wohl Einfluss auf die Gestaltung des wehrhaften Charakters der Kirche und des Kirchhofes. Sowohl Kirche als auch Kirchhof waren bis Mitte des 15. Jahrhunderts zum Schutz der Bürger befestigt.
Seit etwa 1340 war Rudolstadt im Besitz der Grafschaft Schwarzburg, deren Hauptstadt sie später wurde und bis 1920 blieb. 1345 erlitten die beiden Burgen und die Stadt (das Rathaus und ein großer Teil der alten und neuen Stadt) erhebliche Zerstörungen durch ein Erfurter Heer im Rahmen des Thüringischen Grafenkrieges. Im Zuge des Wiederaufbaus von 1345 bis 1437 bekam die Stadt ein vollkommen neues Gesicht (Erweiterung der Stadtbefestigung). Zwischen 1434 und 1448 wurde die Obere Burg zu einer dreiflügligen Anlage erweitert. 1573 brannte der Nachfolgebau teilweise aus, woraufhin das dreiflüglige Renaissanceschloss errichtet wurde. 1548 standen an der Stelle des unteren Schlosses freie Siedelhöfe von Lehensleuten der Schwarzburger Grafen.

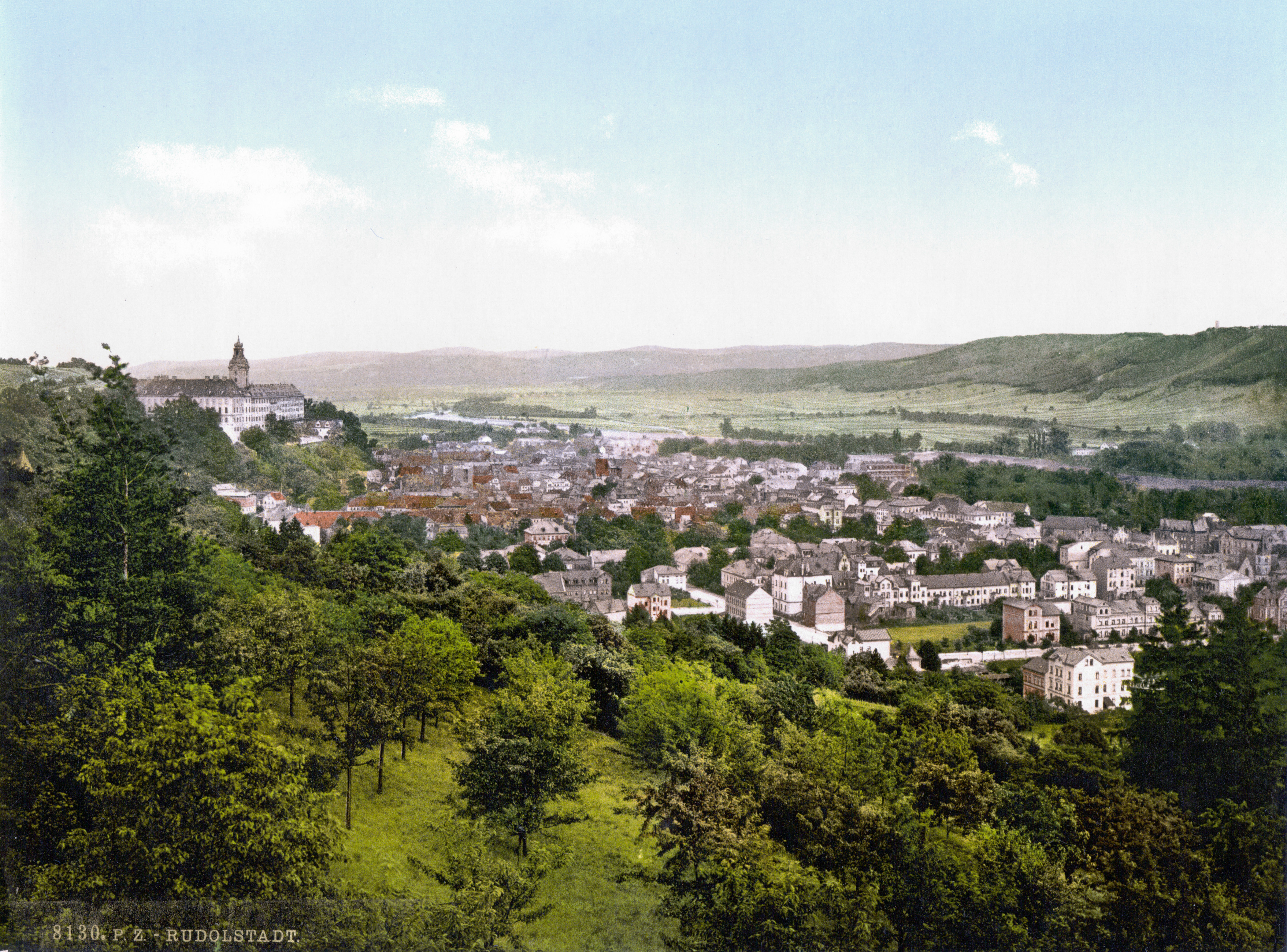
Rudolstadt um 1900

### Neuzeit
Nach dem Dreißigjährigen Krieg wurde die ursprüngliche „Neustadt“ zur „Alten Neustadt“ und die „Neue Neustadt“ bebaut. Eine kulturelle Blütezeit brachte das 18. und 19. Jahrhundert der Stadt, als hier zahlreiche Künstler lebten und arbeiteten. Auch Friedrich Schiller weilte oft in der Stadt. Er lernte hier seine spätere Ehefrau Charlotte von Lengefeld kennen und begegnete erstmals Goethe im Beulwitzschen Haus, das heute ein Schiller-Museum ist, am 7. September 1788.
Im Zuge der Märzrevolution 1848 wurden die Demokraten unter Friedrich Carl Hönniger in Rudolstadt zur politisch führenden Kraft. Hönniger übernahm 1848 für kurze Zeit das Amt des Präsidenten im Landtag Schwarzburg-Rudolstadt, bevor er von den Demokraten als Abgeordneter in die Frankfurter Nationalversammlung gewählt wurde. Bis 1918, als der letzte Fürst abdankte, gehörte Rudolstadt zum Fürstentum Schwarzburg-Rudolstadt (Oberherrschaft). Der letzte Fürst hatte keine leiblichen Nachkommen, so dass das Residenzschloss Heidecksburg in den Besitz des Landes Thüringen überging.
In der Zeit bis 1932 war die SPD die stärkste Partei im Rudolstädter Stadtrat. Bereits im Dezember 1932 bekam die NSDAP genauso viele Sitze wie SPD und KPD (jeweils vier von 19 Sitzen). Nach der Machtübergabe an Hitler 1933 wurden die in der Weimarer Republik geschaffenen Selbstverwaltungsorgane der Gemeinden und Kreise faktisch ausgelöscht. Von 1936 bis 1945 war Rudolstadt Garnisonsstadt der Wehrmacht. 1938 fand das Treffen der deutschen Hitler-Jugend in Rudolstadt statt.
Noch 1918 lebten mindestens 80 Juden im Gebiet des damaligen Fürstentums Schwarzburg-Rudolstadt. Die Rudolstädter Juden, die nicht fliehen konnten, wurden nach 1938 deportiert und ermordet. 1935 wurde der jüdische Friedhof eingeebnet, der sich am Nordfuß des Burgberges befand.
Die Verfolgung von Hitler-Gegnern forderte zahlreiche Opfer, so das Leben des KPD-Stadtrates Werner John, der in dem Strafbataillon 999 zu Tode kam. An ihn erinnern eine Straße und ein Wohngebiet. An den Stadtverordneten und Vorsitzenden der KPD-Ortsgruppe Volkstedt Paul Herger, der an Folgen seiner Haft im KZ Buchenwald starb, erinnert seit 1949 die Paul-Herger-Straße. An den Widerstand aus katholischen Kreisen um den Pfarrer Caspar Schulte erinnert ebenfalls seit 1949 ein Straßenname. Im Zeitraum zwischen 1933 und 1944 wurden im Landeskrankenhaus 597 Personen Opfer von Zwangssterilisationen. 126 Insassen des Versorghauses Rudolstadt-Cumbach wurden 1940 im Rahmen des „Euthanasie“-Programms Aktion T4 in Zschadraß und Pirna-Sonnenstein ermordet. An alle Opfer von Widerstand und Verfolgung erinnert eine 1947 eingeweihte Gedenkstätte auf dem Platz der Opfer des Faschismus. Während des Zweiten Weltkrieges mussten 953 Frauen und Männer vorwiegend aus Polen in der kriegswichtigen Thüringischen Zellwolle AG in Schwarza Zwangsarbeit verrichten. Ein Ehrenhain sowie weitere Grabstätten auf dem Nordfriedhof an der Weimarischen Straße erinnern an Opfer der Zwangsarbeit aus der Sowjetunion und weiteren Nationen. An die Opfer der Todesmärsche erinnern seit 1985 Stelen in Volkstedt und Schwarza. Auf dem Friedhof von Lichstedt wurden drei von der SS erschossene Häftlinge beerdigt, die man am Mönchshügel nahe Groschwitz gefunden hatte.
In den letzten Tagen des Zweiten Weltkriegs wurde der Ortsteil Volkstedt am 10. April 1945 von amerikanischen Flugzeugen bombardiert. Dem fielen 35 Menschen zum Opfer sowie 165 Häuser, darunter auch die Kirche. Im Ortsteil Schaala war bis zu seiner Flucht 1941 der spätere französische Präsident François Mitterrand als Kriegsgefangener untergebracht.
Nach dem Krieg entwickelte sich Rudolstadt-Schwarza zu einem Zentrum der chemischen Industrie in der DDR. Mehr als 6.000 Beschäftigte fanden im damaligen Chemiefaserkombinat „Wilhelm Pieck“ Arbeit und noch mehrere Tausend im Bereich der Zulieferindustrie.
1952 wurde der Landkreis Rudolstadt in den Kreis Rudolstadt umgewandelt und in seinem Zuschnitt verändert. Auch wurde das Land Thüringen aufgelöst und der Kreis Rudolstadt dem Bezirk Gera zugeordnet. Kurz davor war der an Rudolstadt grenzende Industrieort Schwarza (1939: 3.233 Einwohner) eingemeindet worden.
Am 15. August 1992 fand zum fünften Todestag von Rudolf Heß in Rudolstadt ein Rudolf-Heß-Gedenkmarsch statt, an dem auch die Mitglieder der NSU-Kerngruppe teilnahmen. Gemeinsam mit dem Saalfelder Neonazi Andreas Rachhausen organisierte Thomas Dienel den Anlass, zu dem knapp 2.000 Neonazis aus der gesamten Bundesrepublik anreisten. Laut den Autoren des Buchs Heimatschutz über den NSU-Komplex, Stefan Aust und Dirk Laabs, hatte der damals 17-jährige Rudolstädter Tino Brandt die Demonstration mitorganisiert.

### Eingemeindungen
1921 wurde Volkstedt und 1929 Cumbach eingemeindet. Am 1. Juli 1950 folgten die Orte Mörla, Pflanzwirbach, Schaala und Schwarza. Am 1. Oktober 1993 wurde Keilhau mit dem am 1. Juli 1950 eingemeindeten Ort Eichfeld in die Stadt Rudolstadt eingegliedert. Am 1. Januar 1997 folgten Lichstedt, Oberpreilipp und Unterpreilipp. Zum 1. Januar 2019 wurde die Stadt Remda-Teichel eingemeindet.

### Einwohnerentwicklung

Einwohnerentwicklung Rudolstadts von 1834 bis 2016

Entwicklung der Einwohnerzahl (ab 1960: 31. Dezember):
| 1834 bis 1985 - 1834: 05.929 - 1890: 11.398 - 1925: 15.711 - 1933: 16.863 - 1939: 19.331 - 1946: 22.100 1 - 1950: 28.234 2 - 1960: 27.678 - 1970: 31.683 - 1981: 31.547 - 1984: 32.232 - 1985: 32.408 | 1994 bis 2005 - 1994: 29.118 - 1995: 28.691 - 1996: 28.438 - 1997: 28.521 - 1998: 28.241 - 1999: 27.996 - 2000: 27.528 - 2001: 26.940 - 2002: 26.549 - 2003: 26.010 - 2004: 25.793 - 2005: 25.397 | 2006 bis 2017 - 2006: 25.131 - 2007: 24.650 - 2008: 24.285 - 2009: 24.033 - 2010: 23.762 - 2011: 23.998 - 2012: 22.811 - 2013: 22.739 - 2014: 22.667 - 2015: 22.855 - 2016: 22.704 - 2017: 22.560 | ab 2018 - 2018: 22.283 - 2019: 24.943 - 2020: 24.672 - 2021: 24.450 - 2022: 24.895 - 2023: 24.912 - 2024: 24.852 |

Datenquelle ab 1994: Thüringer Landesamt für Statistik

## Politik

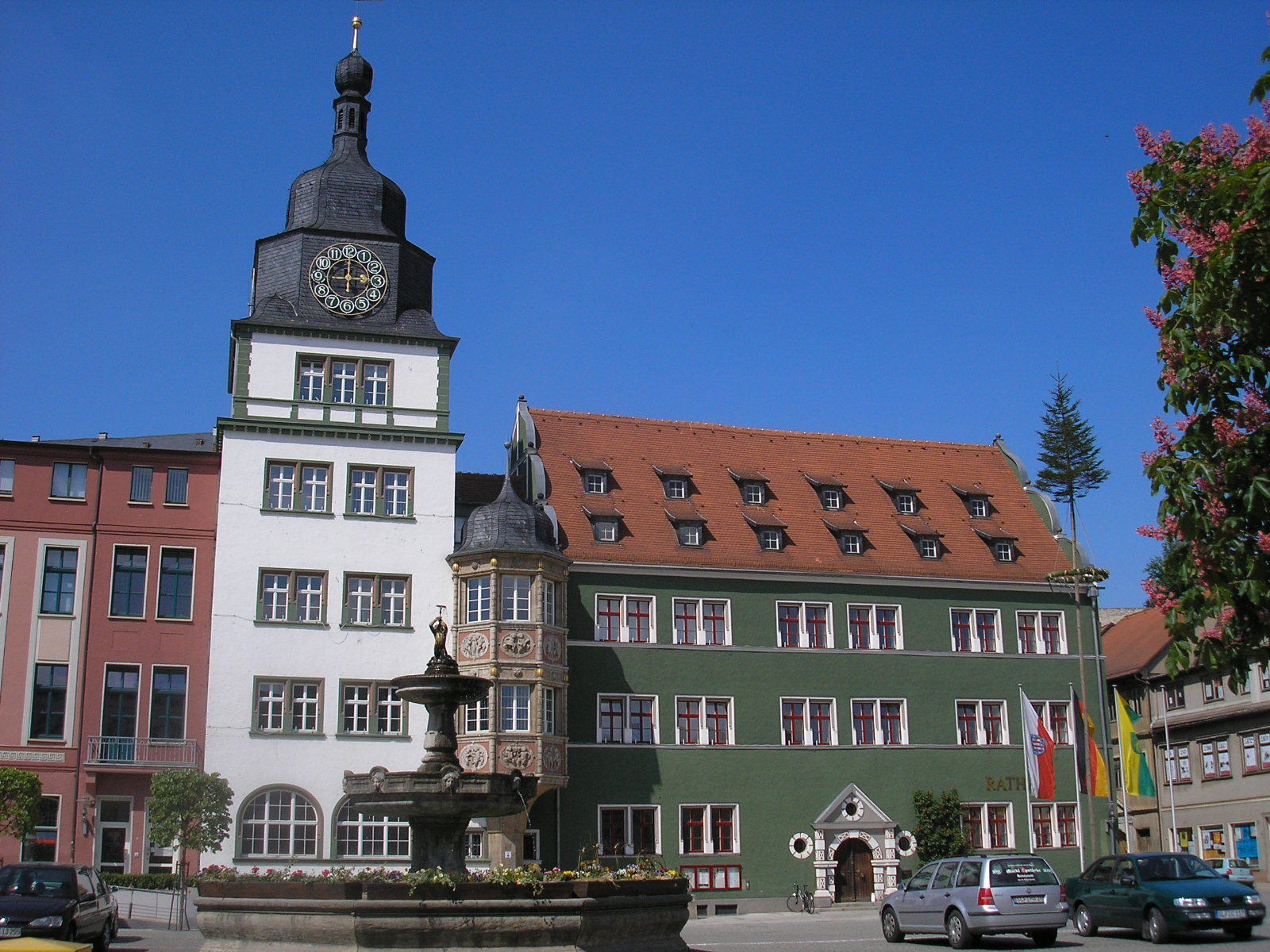
Das Rudolstädter Rathaus

### Stadtrat
Der Stadtrat hat 30 Mitglieder und setzt sich seit der Kommunalwahl am 26. Mai 2024 wie folgt zusammen:
| Partei | Sitze | G/V 3 |
| ------ | ----- | ----- |
| BfR 4  | 9     | +1    |
| AfD    | 8     | +1    |
| CDU    | 4     | −1    |
| SPD    | 4     | ±0    |
| Linke  | 2     | −1    |
| FWG    | 1     | ±0    |
| FDP    | 1     | ±0    |
| Grüne  | 1     | ±0    |

### Wappen
| Wappen der Stadt Rudolstadt | Blasonierung: „In Grün ein nach links steigender golden bekrönter und bewehrter doppelschwänziger goldener Löwe.“ |
| Wappen der Stadt Rudolstadt | Wappenbegründung: Das Wappen wurde am 15. Juli 1993 genehmigt.                                                    |

### Städtepartnerschaften
Partnerstädte von Rudolstadt sind:
- Bayreuth (Bayern, Deutschland)
- Letterkenny (County Donegal, Irland)

## Kultur und Sehenswürdigkeiten

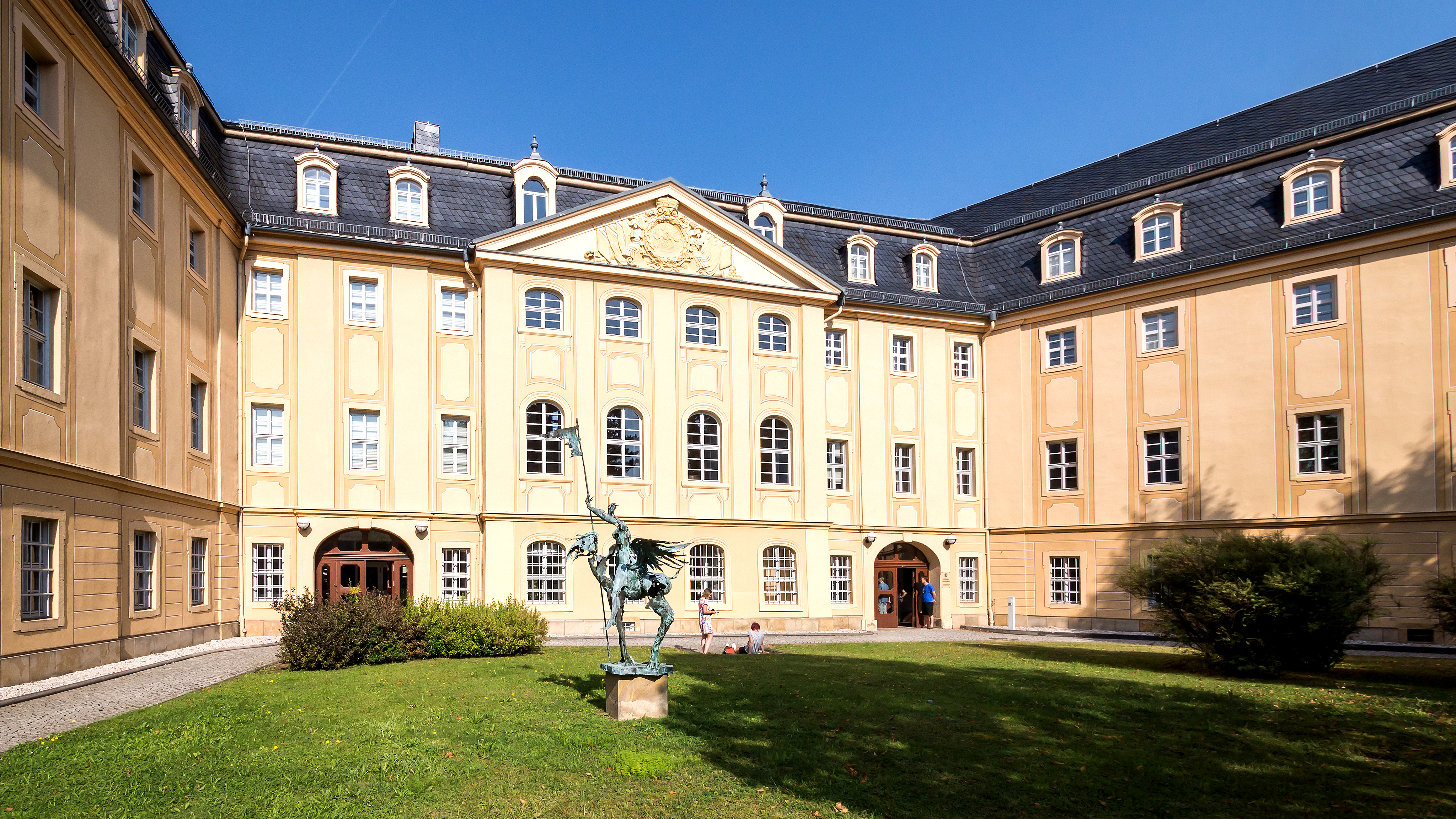
Schloss Ludwigsburg

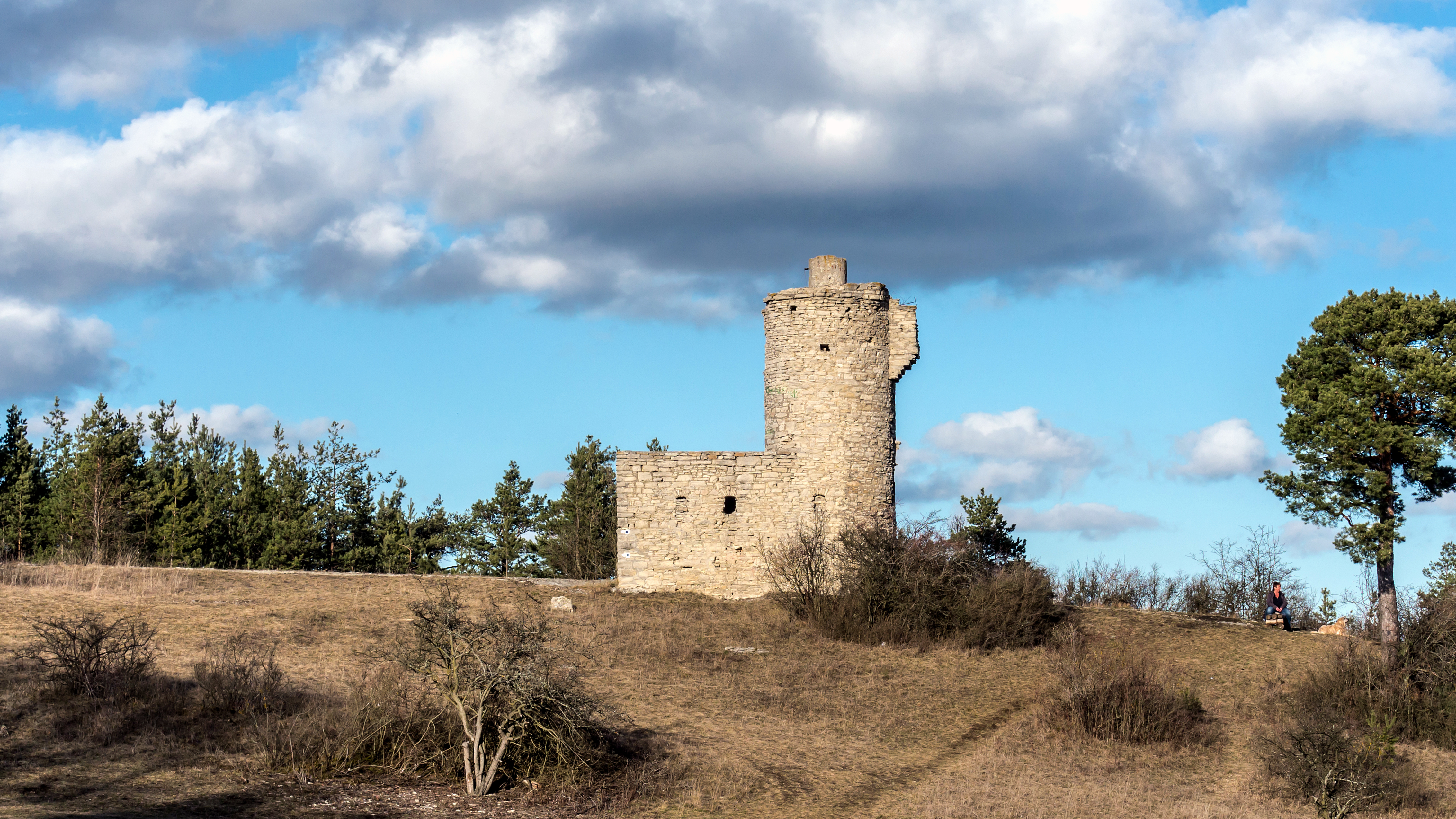
Geschwister-Scholl-Turm

Rudolstadt erhielt im Jahre 1996 den Kulturpreis des Landes Thüringen für die Bewahrung der kulturellen Traditionen einerseits und andererseits für das beherzte Engagement bei der Entwicklung neuer kultureller Projekte. 2010 ist die Stadt dem Verein Deutsche Sprache beigetreten.

### Bauwerke
Neben Schloss Heidecksburg gehört das Stadtschloss Ludwigsburg zu den bedeutenden historischen Bauwerken der Stadt.
Die St.-Andreas-Kirche wurde im 15. und 16. Jahrhundert erbaut und erhielt im frühen 17. Jahrhundert eine reiche Renaissanceausstattung. Weitere Kirchen sind die evangelische Lutherkirche vom bedeutenden Kirchenarchitekten Theodor Quentin, ein neugotischer Bau von 1906, sowie die katholische Pfarrkirche Mater dolorosa von 1872 bis 1874 (Neuromanik).

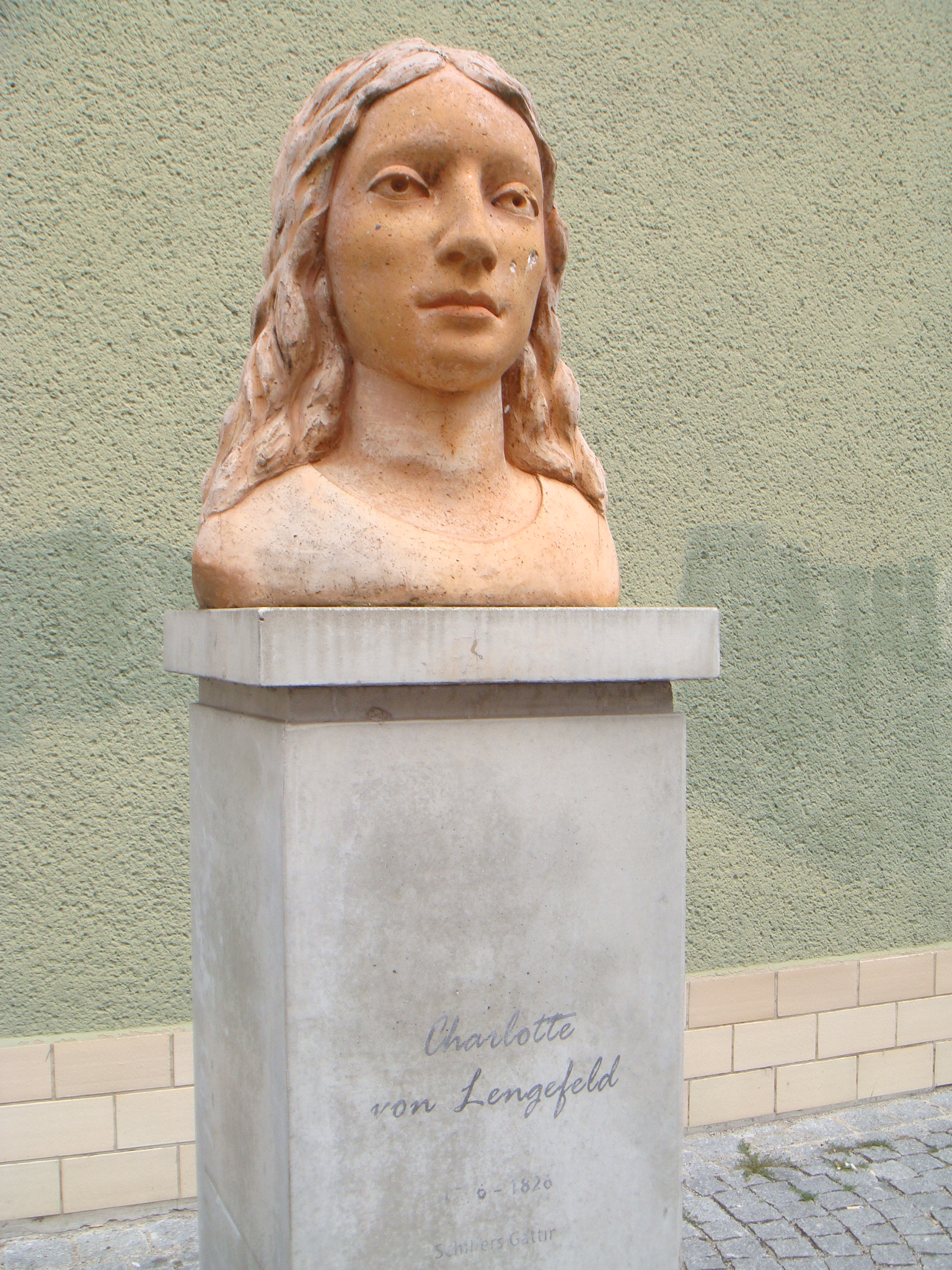
Porträtplastik der Charlotte von Lengefeld

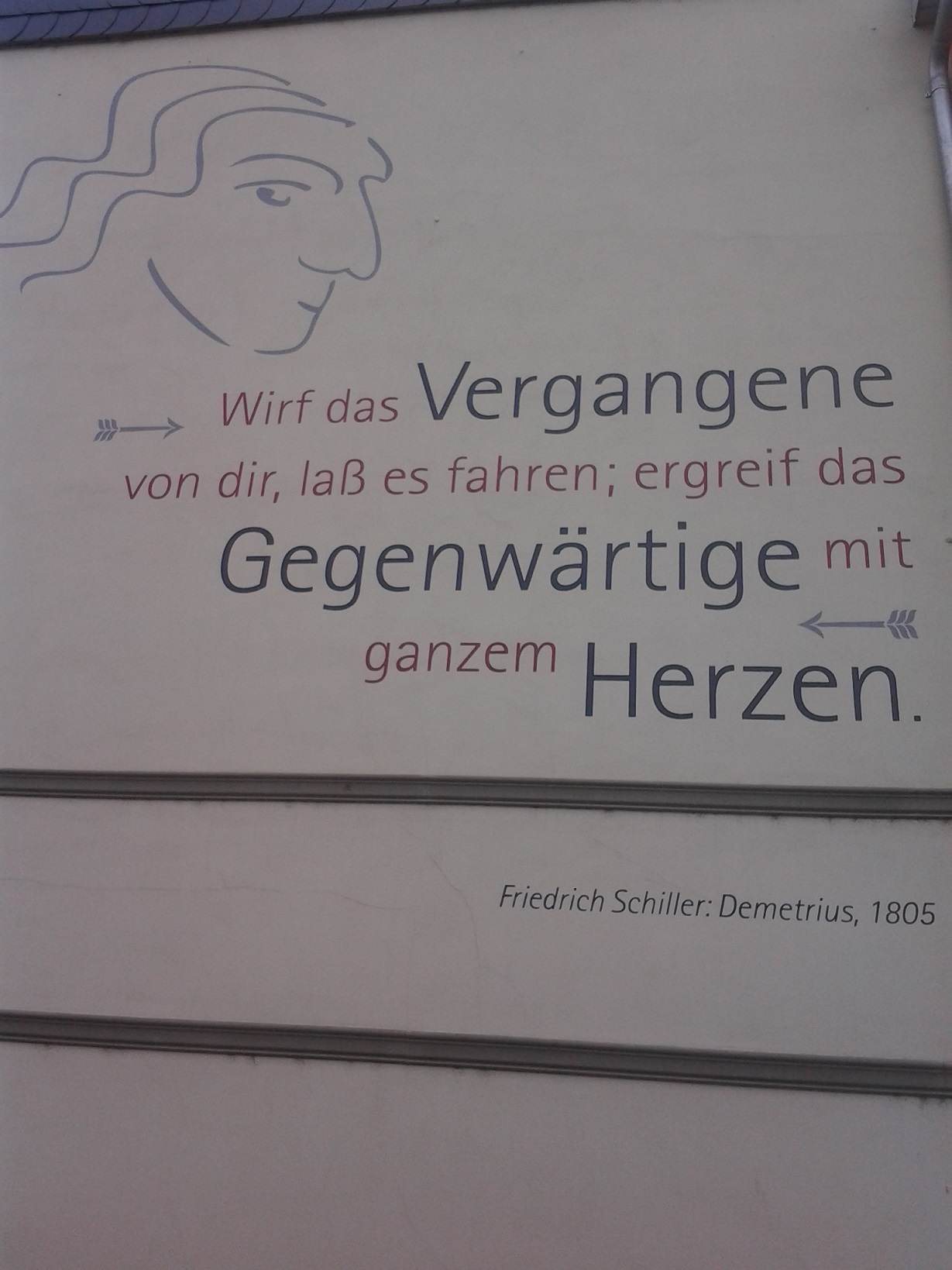
Schiller-Zitat an einer Häuserwand in der westlichen Marktstraße

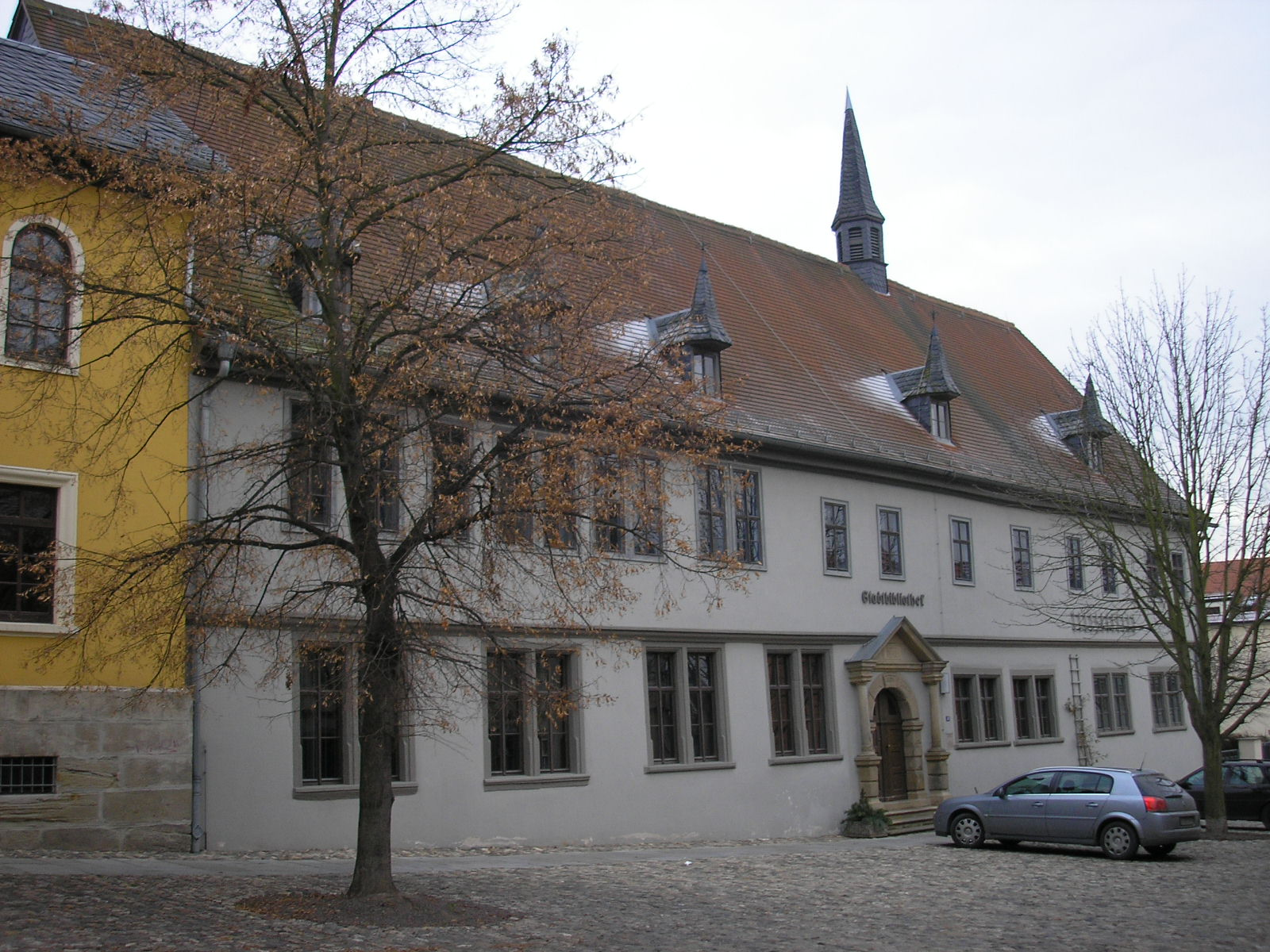
Das ehemalige Gymnasium, heute Stadtbibliothek

Das Alte Rathaus in der Stiftsgasse ist ein spätgotischer Bau aus dem Jahr 1524, der 1603 um einen Turm ergänzt wurde. Das Neue Rathaus wurde im Jahr 1912 auf dem Marktplatz eingeweiht.
Die drei Thüringer Bauernhäuser in Rudolstadt gelten als ältestes Freilichtmuseum Deutschlands. Die aus dem 17. und 18. Jahrhundert stammenden Häuser wurden 1914/1915 in umliegenden Dörfern abgetragen und im Rudolstädter Stadtpark wieder aufgebaut. Besonders sehenswert ist die Einrichtung einer alten Dorf-Apotheke.
Das Lengefeld-Beulwitzsche Anwesen unterhalb der Heidecksburg wurde für 1,8 Millionen Euro zur musealen Erinnerungsstätte ausgebaut. Hier trafen Friedrich Schiller und Johann Wolfgang von Goethe 1788 erstmals zusammen. Im Mai 2009 wurde das Schillerhaus als Museum eröffnet.
In der Nähe von Rudolstadt liegt im Ort Großkochberg das Schloss Kochberg, ehemals im Besitz der Freiherrn vom und zum Stein und mehrmals Aufenthaltsort von Goethe. Zwischen Rudolstadt und Großkochberg befindet sich mit der kleinen frühromanischen Kirche in Weitersdorf einer der ältesten Sakralbauten in Thüringen.
Auf dem Zeigerheimer Berg steht der 1899 eingeweihte 9,5 m hohe erste Bismarckturm Deutschlands, der 1950 in Geschwister-Scholl-Turm umbenannt wurde. Seine Errichtung war eine Umsetzung der Idee der Deutschen Studentenschaft, in Deutschland Bismarck-Feuersäulen zu errichten. Der Bau wurde nach dem Entwurf des Architekten Gottwalt Schinzel (1853–1931) aus Schaala ausgeführt. Die feierliche Einweihung mit 200 Festteilnehmern fand am 1. April 1899 statt. Nach dem Zweiten Weltkrieg wurde der Turm durch Vandalismus beschädigt, und erst 1985 erfolgte eine Sanierung durch den Freundeskreis Geschwister-Scholl-Turm. Im Jahr 2021 gründete sich der Freundeskreis Bismarckturm Rudolstadt, der sich zum Ziel gesetzt hat, den Turm wieder begehbar zu machen.
Künstler haben in der Fußgängerzone zum Markt mehrere Plastiken aufgestellt, die an Persönlichkeiten erinnern, welche mit der Stadt in Verbindung stehen, darunter Charlotte Freifrau von Stein, Charlotte von Lengefeld und Friedrich Schiller.

### Baumdenkmale
Die Einheitslinde auf dem Vorplatz zum Thüringer Landestheater wurde am 3. Oktober 1990 gepflanzt. Ein Gedenkstein aus Thüringer Schiefer kam am 2. Oktober 2010 dazu.
Ebenfalls an die Städtepartnerschaft mit Bayreuth erinnert eine am 3. Oktober 2015 auf dem Platz der Opfer des Faschismus gepflanzte Roteiche.

### Theater
Von kultureller Bedeutung für die Stadt ist das Theater Rudolstadt, eines der traditionsreichsten Schauspielhäuser Thüringens. Dort befindet sich auch der Sitz der Thüringer Symphoniker Saalfeld-Rudolstadt.
2023 soll das neue Zuschauerhaus nach den Plänen des Ingenieurbüros SIGMA PLAN GmbH fertiggestellt werden. Ursprünglich sollte dies bereits zum Jahreswechsel 2019/2020 erfolgen. 2021 wurde bekannt, dass es pandemiebedingt neben Verzögerungen zu einem Anstieg der Kosten kam, die auf 17 Millionen Euro beziffert wurden (vormals 14 Millionen Euro).

### Sport
Zu den Sportvereinen der Stadt zählen unter anderem der Fußballverein FC Einheit Rudolstadt sowie der mit ca. 1.500 Mitgliedern drittgrößte Sportverein Thüringens, der SV 1883 Schwarza. Das Saalemaxx ist ein Freizeit- und Erlebnisbad. Rudolstadt liegt am Saale-Radweg.
2021 bewarb sich die Stadt zusammen mit Bad Blankenburg und Saalfeld/Saale als Host Town für die Gestaltung eines viertägigen Programms für eine internationale Delegation der Special Olympics World Summer Games 2023 in Berlin. 2022 wurde sie als Gastgeberin für Special Olympics Sudan ausgewählt.

### Regelmäßige Veranstaltungen

#### Rudolstadt-Festival

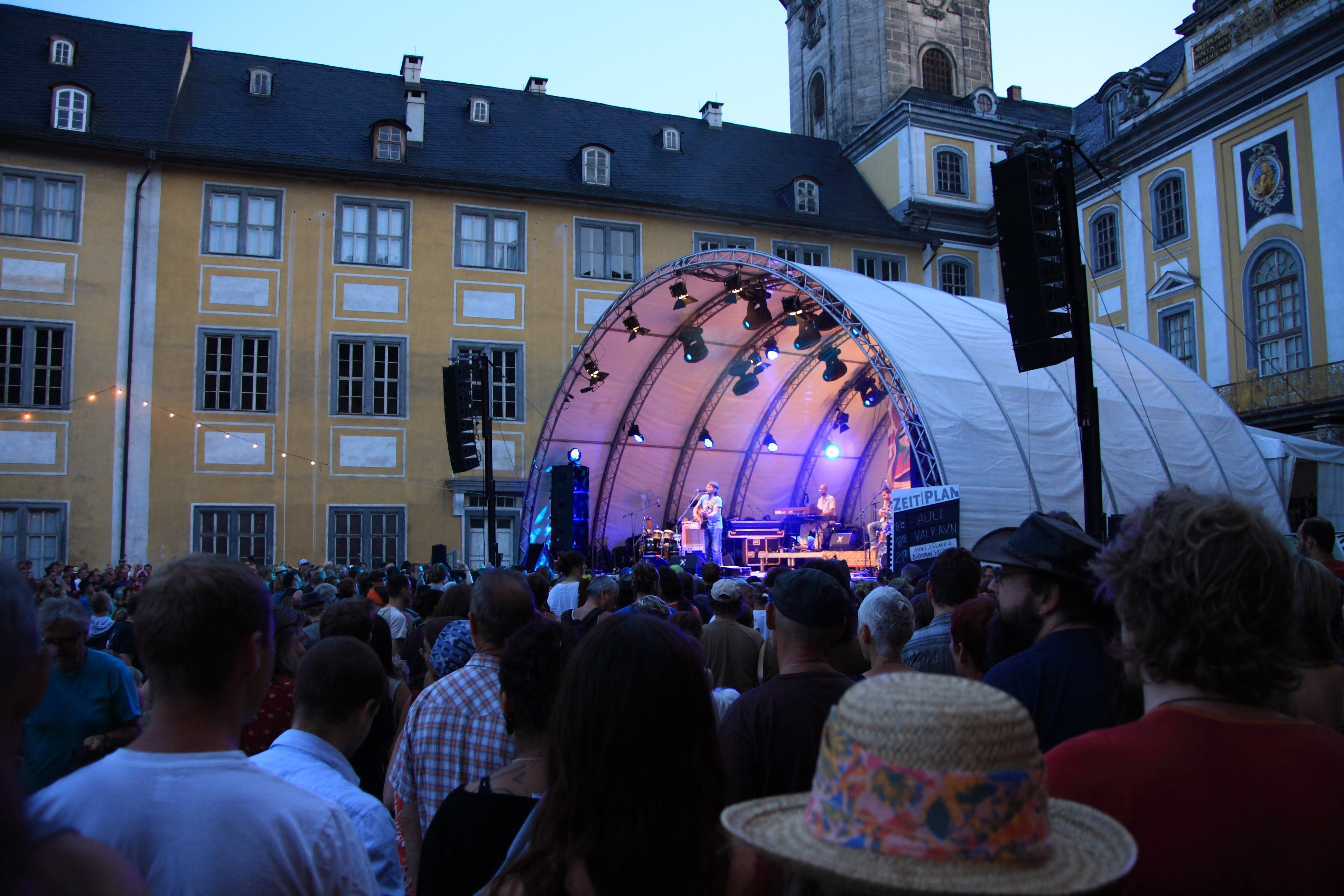
Rudolstadt-Festival

Jährlich am ersten vollständigen Juliwochenende zieht das größte Folk-Roots-Weltmusik-Festival Deutschlands, das Rudolstadt-Festival, Musiker, Künstler, Kunsthandwerker und Gäste aus der ganzen Welt nach Thüringen. Die ursprüngliche Veranstaltung Internationales Tanzfest der DDR wurde 1955 ins Leben gerufen und 1989 das letzte Mal veranstaltet.

#### Weitere Veranstaltungen

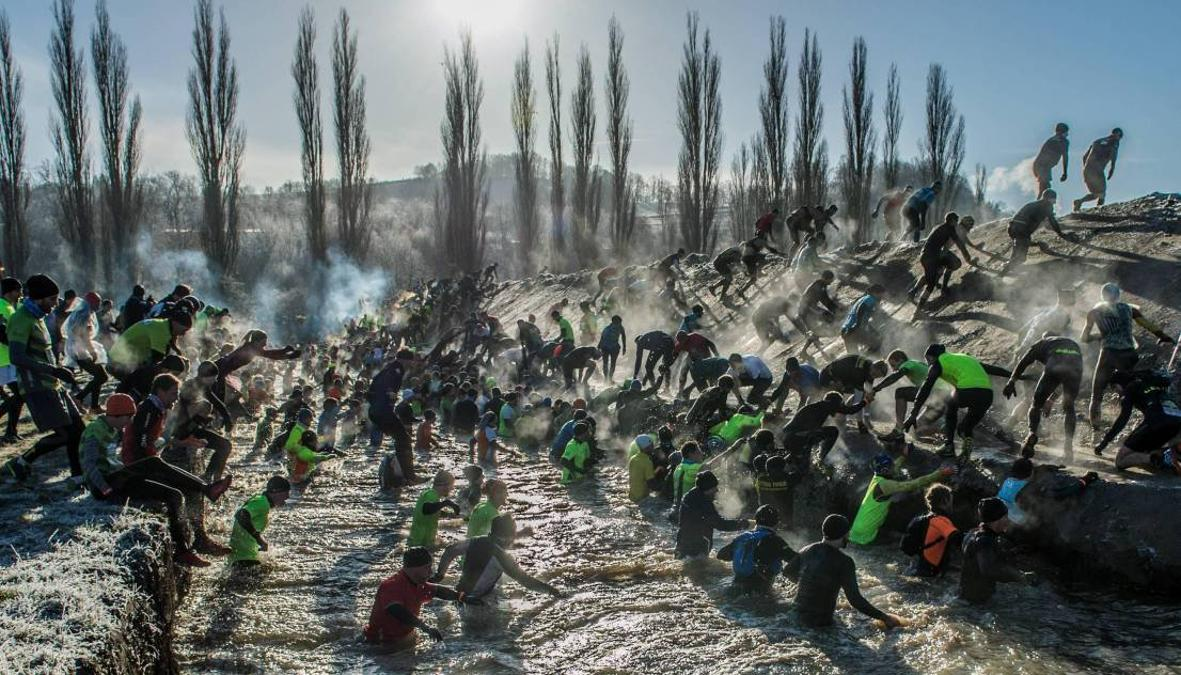
Gettingtough – The Race

Das Rudolstädter Vogelschießen (Ende August) ist eines der größten Volksfeste Thüringens. Ende Mai bzw. Anfang Juni veranstaltet die Stadt Rudolstadt jeweils ein Altstadtfest rund um den Marktplatz. Jeweils am ersten Dezemberwochenende findet seit 2011 der Extremhindernislauf Gettingtough – The Race statt.

## Wirtschaft und Infrastruktur
Die Städte Rudolstadt, Saalfeld/Saale und Bad Blankenburg arbeiten seit 1997 als Städteverbund „Städtedreieck am Saalebogen“ zusammen. Eine von der Lokalzeitung Ostthüringer Zeitung begonnene Diskussion über eine Fusion der drei Städte wurde zeitnah beendet. Auf Verwaltungsebene werden sinnvolle mögliche Teilkooperationen weiter diskutiert.
Im Industriegebiet Rudolstadt-Schwarza wurde 2001 mit Anschluss zur Bundesstraße 88 die Rudolstädter BKK Bio-Diesel GmbH gegründet. Die Anlage ist ein vollautomatischer Betrieb und arbeitet im 24-Stunden-System. Für die Landwirte in der Region ist dieser Betrieb von erheblicher Bedeutung. Sie nutzen die Möglichkeit, ihren Raps zu Pflanzenöl oder Biodiesel und Rapskuchen verarbeiten zu lassen. Dadurch sind die Bauern weniger abhängig von importierten Futtermitteln und fossilem Diesel.

### Verkehr

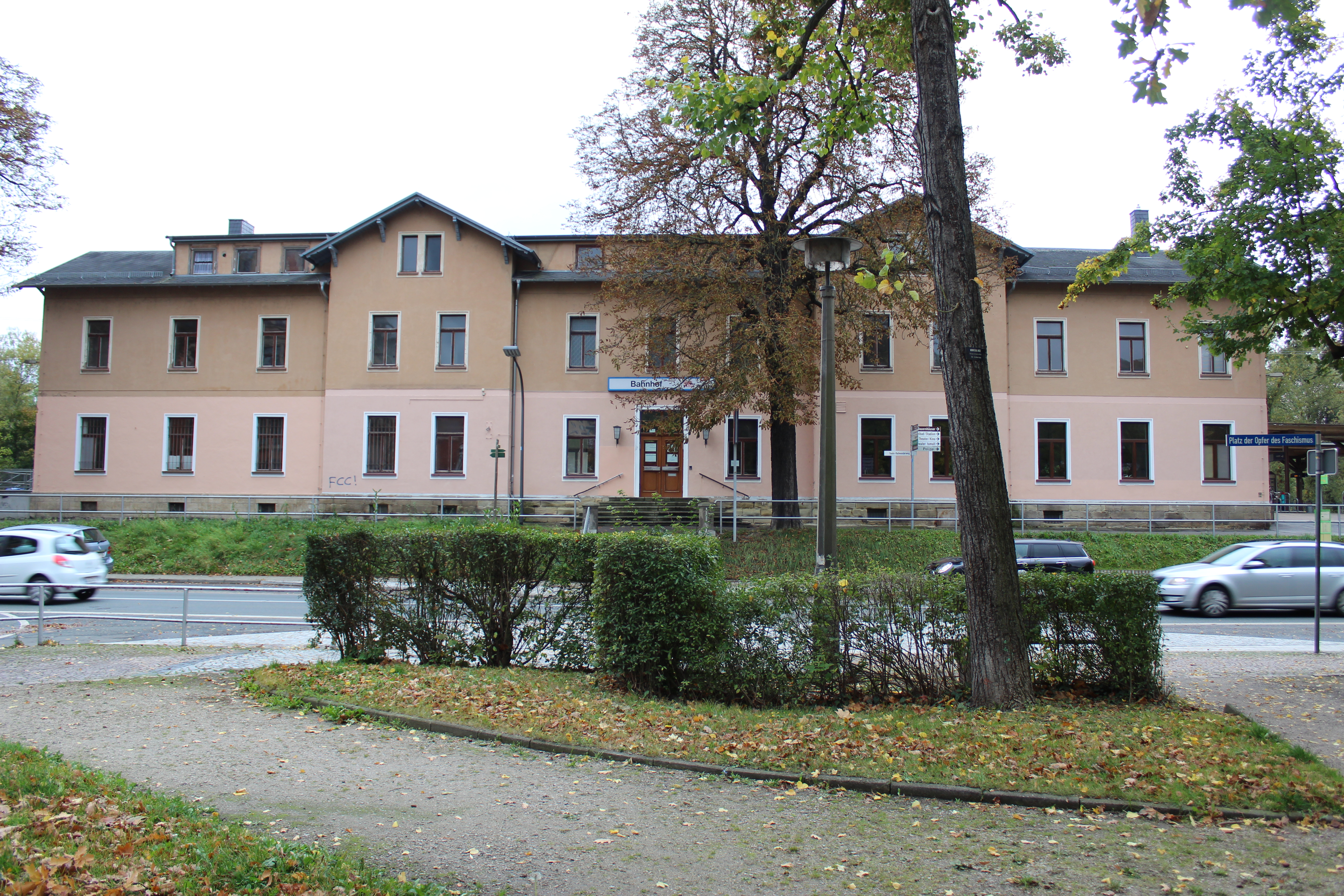
Bahnhof Rudolstadt (2017)

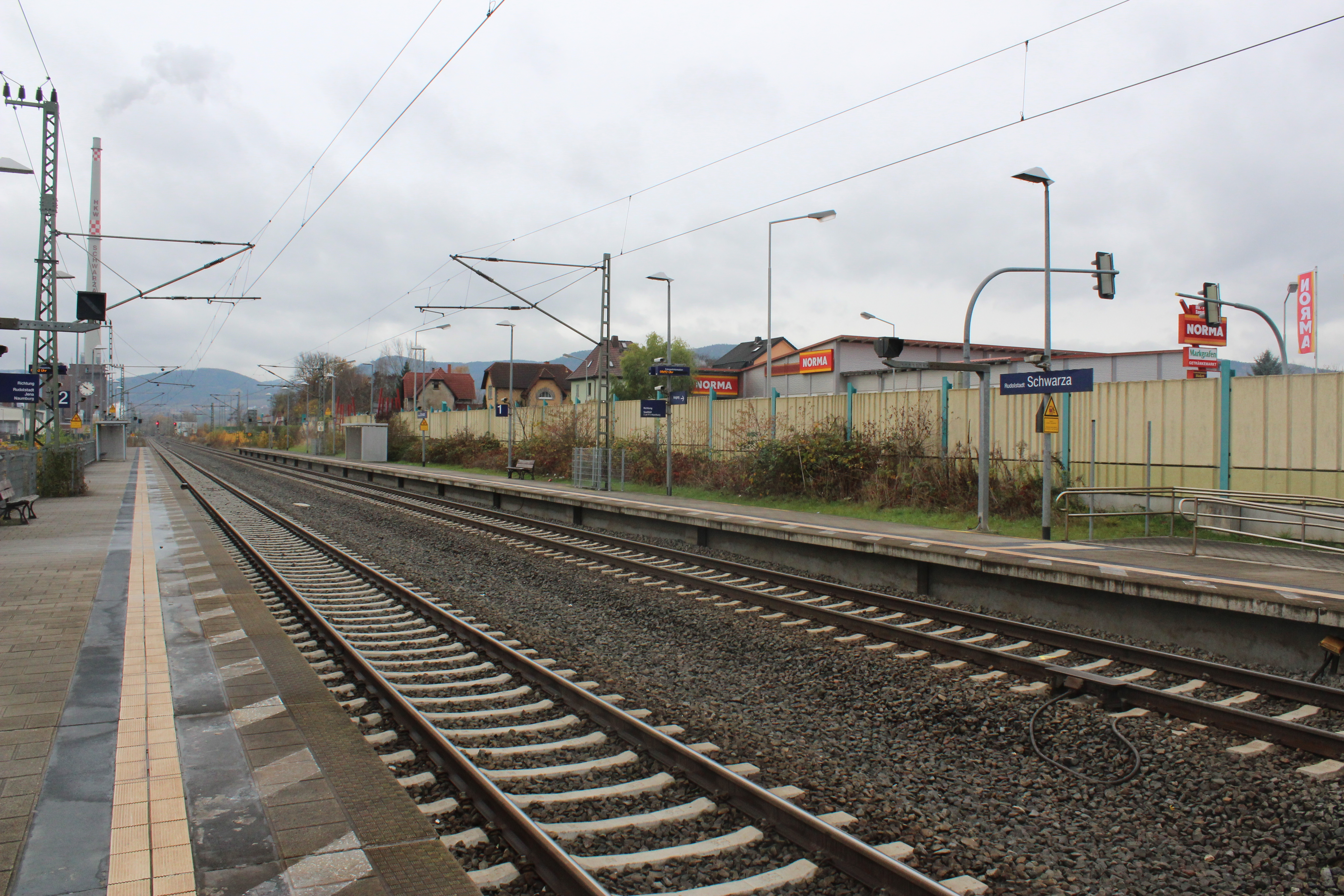
Bahnhof Rudolstadt-Schwarza (2017)

Rudolstadt liegt an den Bundesstraßen 85 (Weimar–Saalfeld/Saale) und 88 (Ilmenau–Jena). Im Bereich zwischen Rudolstadt und Schwarza verlaufen die Bundesstraßen auf einer autobahnähnlich ausgebauten Trasse. Weiterhin führt die Bundesstraße 90 von Rudolstadt zur Anschlussstelle Stadtilm an der Bundesautobahn 71. Weitere Autobahnen der Umgebung sind die Bundesautobahn 4 etwa 30 Kilometer nördlich und die etwa 40 Kilometer östlich verlaufende Bundesautobahn 9.
Rudolstadt verfügt über zwei Stationen an der 1874 eröffneten Saalbahn von Naumburg nach Lichtenfels: Rudolstadt und Rudolstadt-Schwarza. Auf dieser Trasse verkehrten bis Dezember 2017 auch die Intercity-Express-Züge der Relation Berlin–München mit Halt im etwa zehn Kilometer südlich gelegenen Saalfeld. Seit Dezember 2023 ist Rudolstadt wieder an den Schienenpersonenfernverkehr angeschlossen. Am Bahnhof in Schwarza zweigte früher eine vier Kilometer lange Bahnstrecke nach Bad Blankenburg zur Bahnstrecke Arnstadt–Saalfeld ab. Sie wurde 1884 eröffnet und 2000 stillgelegt.
Rudolstadt betreibt ein gemeinsames Stadtbusnetz mit den Nachbarstädten Saalfeld und Bad Blankenburg. Regionalbuslinien bestehen unter anderem nach Erfurt, Weimar und Ilmenau sowie in die kleineren Orte der Umgebung. KomBus betreibt am Rudolf-Herzer-Platz einen Busbahnhof. Die Stadt liegt an der Klassikerstraße, an der Bier- und Burgenstraße, an der Thüringer Porzellanstraße und am Feengrotten-Kyffhäuser-Weg. Der Flughafen Erfurt-Weimar ist etwa 50 Kilometer entfernt.

### Ansässige Unternehmen
In Rudolstadt sind neben den Traditionsunternehmen Aelteste Volkstedter Porzellanmanufaktur (seit 1762) und Ankerwerk (Hersteller des Anker-Steinbaukastens) auch BASF und die STFG Filamente (in Schwarza), Siemens Healthineers (früher Siemens Medical Solutions), FunderMax sowie das Thüringische Institut für Textil- und Kunststoff-Forschung (TITK) ansässig. Seit 1876 am Standort Rudolstadt tätig ist die Aeropharm GmbH (vormals Ankerwerk), ein Tochterunternehmen der Novartis/Sandoz/Hexal-Gruppe mit über 330 Mitarbeitern.
Des Weiteren hat im Ortsteil Schwarza die Papierfabrik Jass ihren Standort. Zudem war der traditionsreiche Greifenverlag (Erstgründung 1919 in Hartenstein, seit 1921 in Rudolstadt) in der Stadt ansässig.
In Rudolstadt befindet sich im Innovations- und Gründerzentrum auch der Sitz der 2007 gegründeten gemeinsamen Wirtschaftsförderagentur des Landkreises Saalfeld-Rudolstadt und der Städte Saalfeld, Rudolstadt und Bad Blankenburg. Das Innovations- und Gründerzentrum selbst ist ein Instrument kommunaler Wirtschaftsförderung.

### Medien

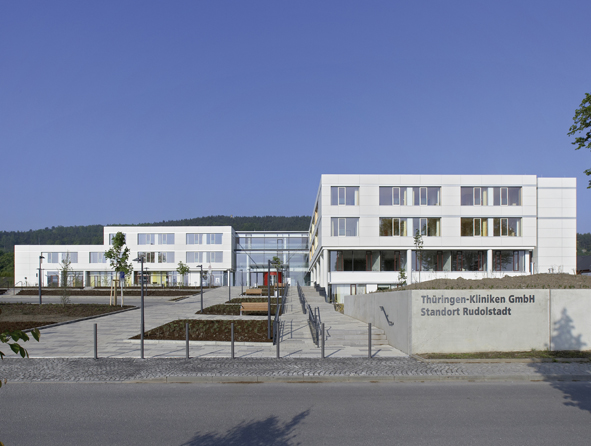
Thüringen-Kliniken

In Rudolstadt erscheint die Ostthüringer Zeitung mit einer Lokalausgabe. Rudolstadt gehört zum Verbreitungsgebiet des SRB, der als regionaler Bürgermediensender auf UKW 105,2 MHz der gesamten Region dient.

### Staatliche Einrichtungen
Die Stadt ist Sitz des Thüringer Rechnungshofes (Sitz im Stadtschloss Ludwigsburg), des Amtsgerichtes Rudolstadt, der Stiftung Thüringer Schlösser und Gärten (Sitz auf der Heidecksburg) und der Thüringer Bereitschaftspolizei.
Die Thüringen-Kliniken mit dem Landkreis als Träger haben neben Rudolstadt zwei Standorte in den benachbarten Städten Saalfeld/Saale und Pößneck sowie im Saale-Orla-Kreis.

### Bildung
Der Ortsteil Keilhau ist seit 1817 Sitz der Allgemeinen Deutschen Bildungsanstalt.